# Kidron (Ohio)
|  | Dieser Artikel wurde aufgrund von inhaltlichen Mängeln auf der Qualitätssicherungsseite des Projektes USA eingetragen. Hilf mit, die Qualität dieses Artikels auf ein akzeptables Niveau zu bringen, und beteilige dich an der Diskussion! Eine nähere Beschreibung der zu behebenden Mängel fehlt. |

Kidron ist ein Census-designated place auf gemeindefreiem Gebiet im südwestlichen Sugar Creek Township, Wayne County, Ohio, Vereinigte Staaten. Die Ortschaft liegt im Gebiet der Amischen. Der Ort ist nach dem Bach Kidron aus der Bibel benannt, der in Jerusalem die Altstadt vom Ölberg trennt.
Weil die Ortschaft keine eigene Verwaltung hat, übernimmt die Polizei Wayne Countys ihren Schutz. Es gibt eine Grundwasserquelle in der Stadt und ein geschützter Wald befindet sich in der Nähe. Die umgebende Landschaft wird größtenteils für die Landwirtschaft benutzt. Eine kleine allgemeine Volksschule befindet sich in Kidron und ist ein Teil des Dalton-Schulbezirks. Die Central Christian School ist eine Privatschule der Mennoniten.